# 南牧タクシー
南牧タクシー（なんもくタクシー）は、群馬県甘楽郡南牧村に本社を置くタクシー事業者である。南牧村乗合タクシーの運行受託を受けている。

## 運行路線

### 南牧村乗合タクシー
南牧村乗合タクシーの一部路線を運行している。他は雨沢ハイヤーが担当。
- 下仁田駅 - 下高原
- 下仁田駅 - 黒滝
- 下仁田駅 - 大倉
- 下仁田駅 - 椚
- 下仁田駅 - 奥ノ萱

## 会社概要
本社・営業所 群馬県甘楽郡南牧村大字磐戸141-1
代表取締役社長 渡辺正義
資本金 450万円